# Ульрих, Дэйв
Дэйв Ульрих, полное имя Дэйвид Олсон Ульрих (англ. David Olson Ulrich) (р. в 1953 году) — профессор бизнес-школы Мичиганского университета Энн Арбора, автор программ обучения с тематикой — менеджмент, управление человеческими ресурсами, а также автор 15 книг о HR и управлению.
Также является членом совета директоров компании Herman Miller и партнёром RBL Group. Входит в совет попечителей Университета Южной Вирджинии. Член Национальной академии HR.
В 1990-1999 гг. редактор Human Resource Management.
Почётный доктор Абертейского ун-та (2007).
Автор 20 книг и более ста статей.
Издания на русском языке: «HR в борьбе за конкурентное преимущество» (HR Value Proposition — в соавторстве с Вэйном Бродбэнком).